# Torsten Stenius
Torsten Harald Stenius, född 19 april 1918 Helsingfors, död där 9 mars 1964, var en finländsk tonsättare och kyrkomusiker. 
Efter kantor-organistexamen 1941 utbildade sig Stenius till tonsättare, först vid Sibelius-Akademin under ledning av Bengt Carlson och därefter utomlands, bland annat i Rom. Han verkade 1943–1964 som kantororganist i den rikssvenska Olaus Petri församling i Helsingfors. Hans produktion omfattar övervägande kyrkliga, såväl vokala som instrumentala verk. Den gregorianska sången och Giovanni Pierluigi da Palestrinas och Johann Sebastian Bachs polyfoni satte tydliga spår i hans musik.